# 다카다촌 (이바라키현)
다카다촌(高田村)은 이바라키현 가와치군·이나시키군에 일찍이 존재했던  

## 지리
- 현재의 이나시키시 중부, 구 에도사키정의 남동부에 위치한다.
- 촌은 고원과 평지가 뒤섞인 골짜기가 많은 지형이다.
- 촌은 가미가우라의 지류인 오노강의 남쪽 기슭에 위치한다.

## 역사
- 1889년 4월 1일 - 정촌제 시행에 의해 가와치군 다카다촌이 성립하였다.
- 1896년 4월 1일 - 시다군, 가와치군과 합병해 이나사키군이 성립으로, 다카다촌은 이나사키군에 속하게 되었다.
- 1954년 11월 3일 - 에도사키정, 기미가촌, 누마사토촌, 하토사키촌과 합병해, 에도사키정이 성립하여,  다카다촌은 소멸하였다.

## 인구
| 1891년 | 1,693 |
| 1920년 | 1,859 |
| 1935년 | 2,002 |
| 1950년 | 2,506 |

## 참고문헌
- 角川日本地名大辞典編纂委員会『角川日本地名大辞典 8 茨城県』、角川書店、1983年 ISBN 4040010809